# Îles Nuageuses
Les îles Nuageuses sont des îles de l'océan Indien formant un petit archipel au nord-ouest de la Grande Terre des îles Kerguelen dans les Terres australes et antarctiques françaises (TAAF). L'ensemble est constitué de deux îles principales – l'île de Croÿ au sud-ouest et l'île du Roland au nord-ouest – et de quelques îlots rocheux, situés à une douzaine de kilomètres au large de la pointe nord-ouest de la péninsule Loranchet.

## Géographie

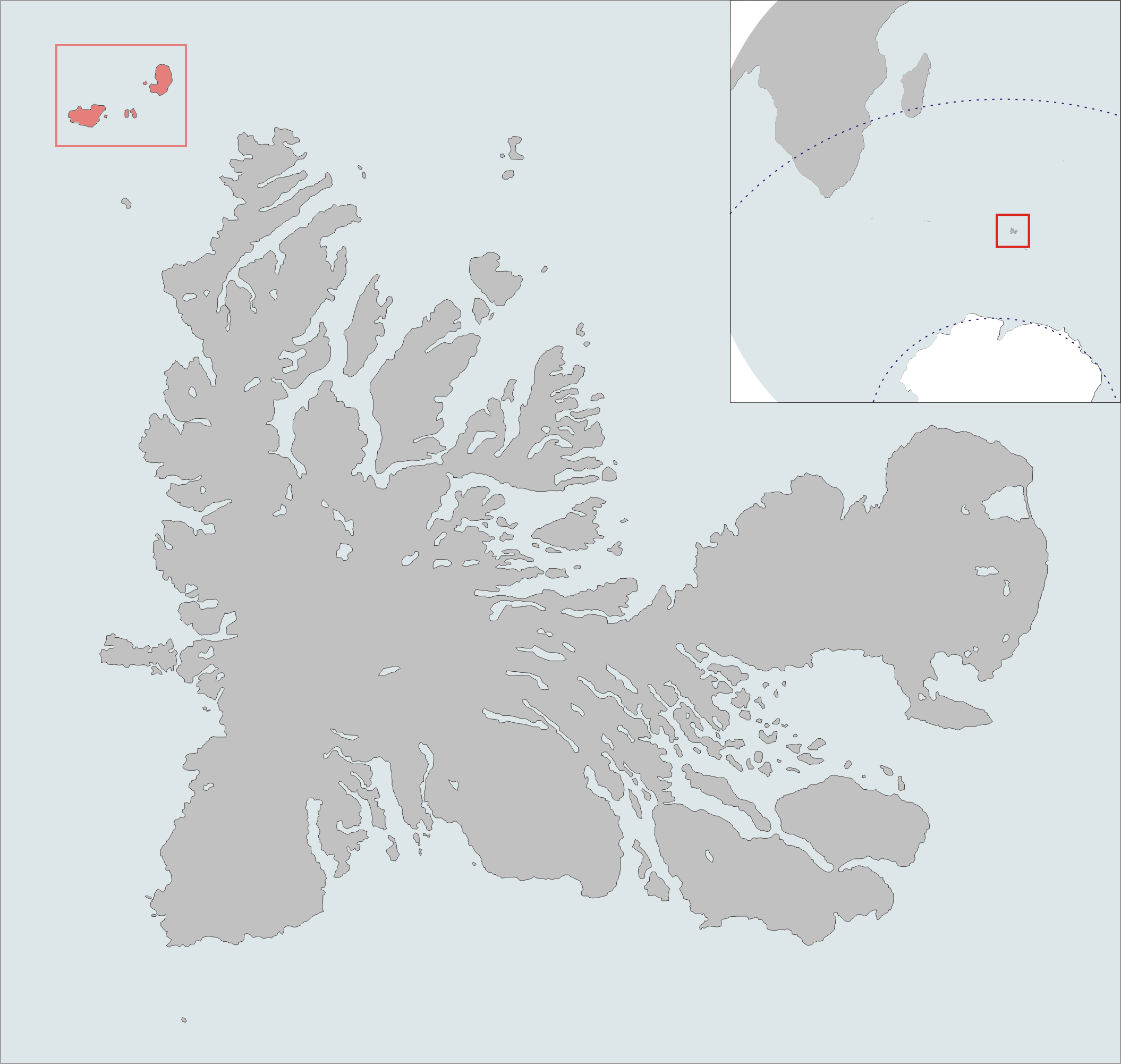
Carte de localisation des îles Nuageuses.

L'île de Croÿ fait environ quatre kilomètres de long sur deux kilomètres de large et culmine à 518 mètres au pic de l'île de Croÿ, avec un lac de cratère, appelé lac Claudine, en son centre. L'île du Roland présente des dimensions similaires et une altitude maximale de 500 mètres au pic Charcot. Elles sont séparées par la passe de l'Alouette, d'environ 7 km de large, au sud-est de laquelle se trouvent les îles Ternay, deux plus petites îles de faible altitude. Enfin, plus au nord et éloigné des autres îles (à 13 km de l'île du Roland), se trouve l'îlot du Rendez-Vous.
Les îles, ainsi que l'espace maritime qui les entoure, font aujourd'hui partie de la Réserve naturelle nationale des Terres australes françaises.

## Histoire
Les îles Nuageuses ont été découvertes lors de la seconde expédition de Yves Joseph de Kerguelen de Trémarec en 1773. Elles tirent leur nom du fréquent brouillard attaché à leurs falaises et leur a été donné, sous le nom anglais de Cloudy Isles, par James Cook en 1776. 